# 12弦ベース

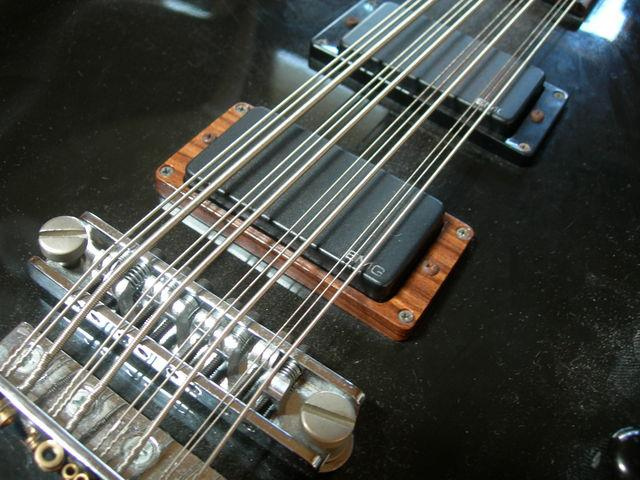
12弦ベース（HAMER社 B12S）

12弦ベース（じゅうにげんベース、12 string bass、Twelve-string bass）とは、単弦あるいは複弦からなる12本の弦で構成されるエレクトリックベースの一種。

## 歴史
多くの場合、よく知られている4コース12弦（3×4弦）の複弦エレキベースを指し、このタイプは12ver、12er（トゥウェルバー）という愛称でも呼ばれる。アメリカのロックバンド、チープ・トリックのベーシストであるトム・ピーターソン、リック・ニールセン、Hamer GuitarsのルシアーであるJol Dantzigらのディスカッションにより考案された。
通常の4弦ベースの各弦に1オクターブ上の複弦を2本ずつ加えて3本の弦を1コースとしている。8弦ベースの拡張版。ベースとギターを同時に弾いているようなオクターバーの効果と、コーラス効果が得られる。オーバードライブを利用した音色は「バイクのエンジン音のよう」と形容され、同時発音する弦が多いことから少ない歪みでもディストーションがかかったような分厚い音像が得られる。フィンガー・ピッキング、ピック、スラッピング、タッピング等、通常のエレキベース、エレキギターと同じ奏法で演奏が可能。８弦ベースがほとんど製造されなくなる一方、12弦ベースは複数のメーカーに製造され続けている。
ハグストロム社の8弦ベースに不満があったトム・ピーターソンが、このベースの改良版を求めたことは、12弦ベースの誕生のきっかけだった。Dantzig は南米の Tipleという10弦や12弦からなる複弦ギターから着想を得て、高音側の2コースのみを3弦、低音側2コースを2弦とした10弦ベースと、4コース12弦のベースを制作した。　当初は1コースの弦ごとに出力できるよう、セイモア・ダンカン製の４つのピックアップと小さなミキサーがベース本体に内蔵されており（4ch出力/クアドロフォニック）、そのためにこのベースは「クワッド」と呼ばれた。

## 著名な使用者
- トム・ピーターソン（英語版）(チープ・トリックのベーシスト)
- ジョン・エントウィッスル (ザ・フーのベーシスト)
- ジェフ・アメン (パール・ジャムのベーシスト)
- ニッキー・シックス (モトリー・クルーのベーシスト)
- ダグ・ピニック (キングスXのボーカリスト兼ベーシスト)
- ビリー・シーン (MR. BIGのベーシスト)

## その他の12弦ベース
6コースの12弦ベース
6弦ベースの各弦に1本の複弦を加えたもの。レッド・ツェッペリンのジョン・ポール・ジョーンズが使用していた。
- John Paul Jones bass guitars

単弦12弦ベース
12本の単弦のあるベース。カスタムメイドで製作されることがある。10本以上の弦があるエレキベースをなんとなく「12弦ベース」と呼んでいるに過ぎない場合も多い。